# 佐藤里治
佐藤 里治（さとう さとじ、1850年4月24日（嘉永3年3月13日）- 1913年（大正2年）12月21日）は、明治時代の政治家。新聞経営者。衆議院議員（8期）。

## 経歴
出羽国村山郡海味村（山形県西村山郡海味村、西山村を経て現西川町）で、佐藤惣十郎の長男として生まれたが、父が早世したため豪農の叔父・長八の養子となった。若くして上京し大沼枕山の門に入る。1877年（明治10年）ころ、成島柳北や小野梓らと交友関係を持った。同年、海味村外7箇村里正となり第二大区民総代を兼ね、区長の更迭や民費の削減を訴えた。翌年、第二大区第五小区副戸長となり、1879年（明治12年）山形県会議員に当選した。自由民権の発揚を訴え近畿や山陰の政況を視察したのち1881年（明治14年）県会常置委員となった。
同年、有志とともに特振社を組織し政談演説に奔走し、さらに山形毎日新聞を興し同社長に就任した。1883年（明治16年）県会副議長。同年、山形毎日新聞を羽陽新報と改題した。1884年（明治17年）管内8郡全町村連合会議長となり、南置賜郡八谷新道開削工事審査委員を務めた。さらに羽陽新報と山形新聞を合併し出羽新聞とし同社長となった。ほか、県会議長、山形県蚕糸業取引所頭取、東京中央蚕糸業中央部会議長、鉄道会議議員などを歴任した。
1890年（明治23年）7月の第1回衆議院議員総選挙では山形県第1区から出馬し当選。その後、第2回から第6回までと第8回、第9回総選挙で通算8回当選した。

## 親族
- 長男：佐藤啓（衆議院議員、山形県西山村長）[5]